# Сан-Джеміні
Сан-Джеміні (італ. San Gemini) — муніципалітет в Італії, у регіоні Умбрія,  провінція Терні.
Сан-Джеміні розташований на відстані близько 85 км на північ від Рима, 60 км на південь від Перуджі, 10 км на північний захід від Терні.
Населення — 5050 осіб (2014).

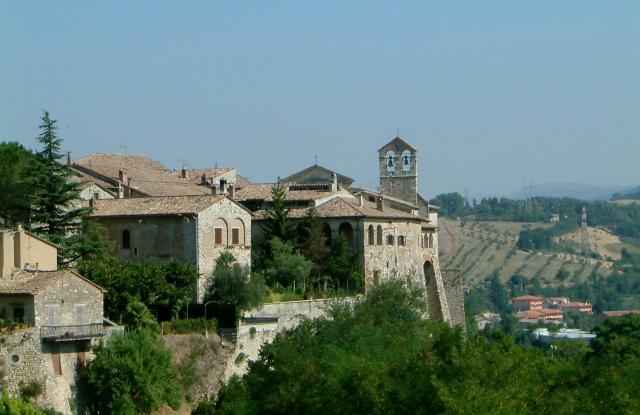

Щорічний фестиваль відбувається 9 жовтня. Покровитель — San Gemine.

## Демографія
Населення за роками:

Станом на 1 січня 2023 року в муніципалітеті офіційно проживали 164 іноземці з 27 країн, серед них 96 громадян країн Євросоюзу та 10 громадян України.

## Сусідні муніципалітети
- Монтекастриллі
- Нарні
- Терні